# Alto das Nações
Imagem da perspectiva do complexo.
Alto das Nações é um complexo imobiliário multiuso em construção localizado no bairro da Granja Julieta, zona Sul de São Paulo. O projeto, com 320 mil metros quadrados de área privativa, abriga um centro comercial, uma torre mista e um hipermercado Carrefour, uma vez que a obra é uma parceria entre a Carrefour Property (do Grupo Carrefour Brasil) e a WTorre, e abrigará torres residencial e corporativa, a qual será o edifício corporativo mais alto do Brasil, com 219 metros de altura; atualmente, em fase de construção, está com cerca 194 metros de altura. Dispõe de uma garagem subterrânea com setecentas vagas. Com intuito de buscar soluções sustentáveis, possui, dentre outros, aproveitamento da iluminação natural, amplas áreas de convivência e abrigará mais de trezentas árvores de espécies nativas em uma praça sombreada. A previsão é que circule cerca de catorze mil pessoas por dia.
O projeto é dividido em três etapas, com a primeira fase tendo sido entregue em 1.º de dezembro de 2022. Nela, foi reinaugurada a primeira loja Carrefour no Brasil, uma galeria de lojas, uma torre de uso misto e o centro comercial intitulado Paseo Alto das Nações Mall — com uma área bruta locável de 5 mil m² e mais de 40 lojas, farmácias, restaurantes, academia, cabeleireiro, lotérica, entre outros. A segunda fase do projeto, prevista para 2023, entreguou um parque e a interligação do complexo com a estação Granja Julieta. Na etapa seguinte, serão inauguradas as torres corporativa e residencial até 2026. O custo da obra é estimado em três bilhões de reais.
No dia 31 de março de 2025, a torre corporativa, ainda em construção, atingiu 175 metros de altura (dos 219 metros totais) e se tornou o edifício mais alto da cidade de São Paulo. No mês seguinte, ocorreu, no complexo, a maior transação de aluguel de unidades residenciais em multifamily no país, com a JFL Living, por intermédio do acordo business-to-business, fechando um contrato de mais de 28 milhões de reais, sendo a primeira vez em que acontece um acordo desse tipo de quase 30 milhões de reais na América Latina.